# بيل كورتيس
بيل كورتيس (بالإنجليزية: Bill Kurtis)‏ هو صحفي ومنتج تلفزيوني ومقدم تلفزيوني وكاتب ومؤلف أمريكي، ولد في 21 سبتمبر 1940 في بينساكولا في الولايات المتحدة.

## وصلات خارجية
- بيل كورتيس على موقع IMDb (الإنجليزية)
- بيل كورتيس على موقع إن إن دي بي (الإنجليزية)
- بيل كورتيس على موقع ديسكوغز (الإنجليزية)
- بيل كورتيس على موقع قاعدة بيانات الفيلم (الإنجليزية)